# Katy Hessel

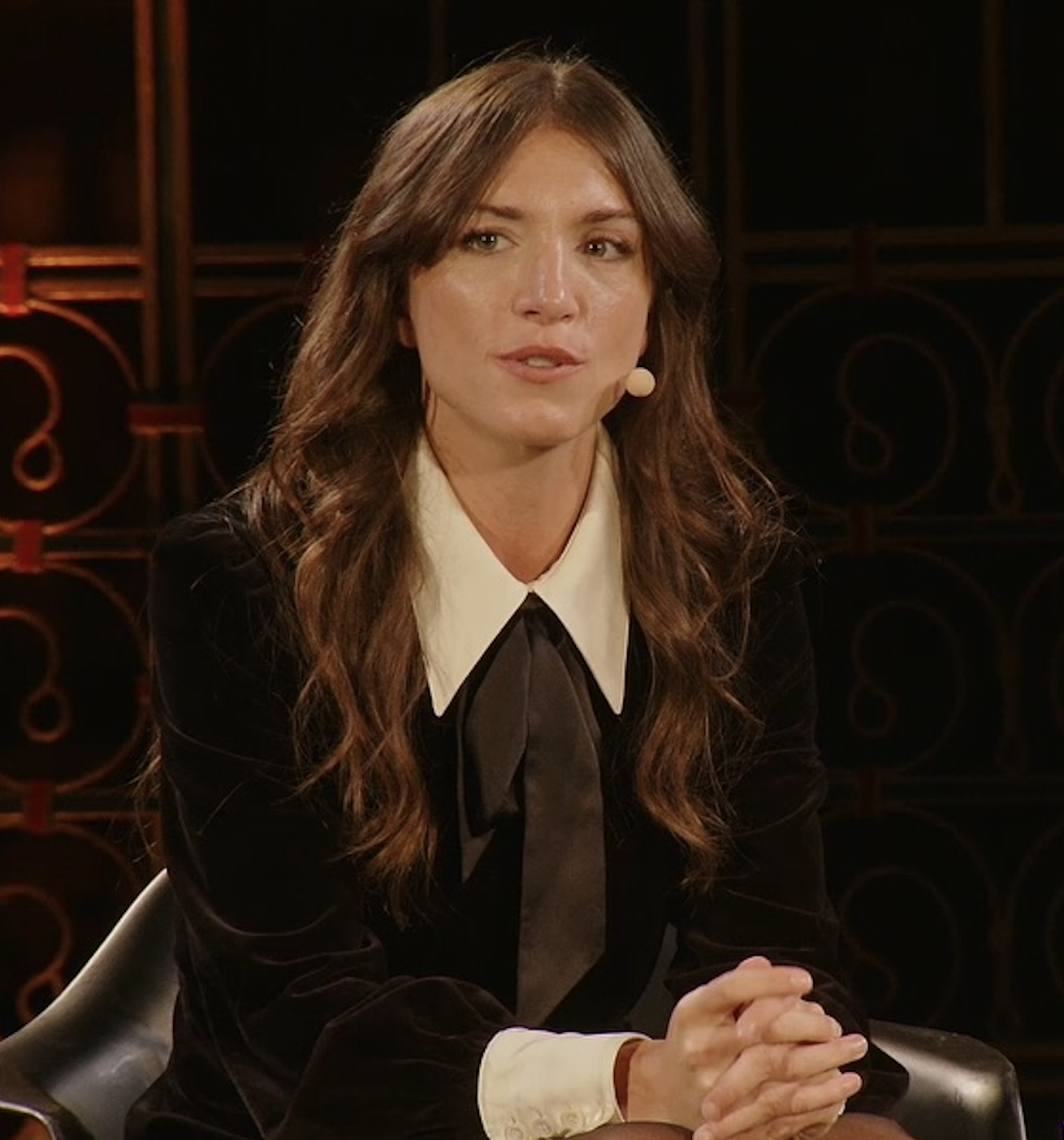
Katy Hessel, 2024

Katy Hessel (geboren 5. Februar 1994 in London) ist eine britische Kunsthistorikerin. 

## Leben
Katy Hessel besuchte die Westminster School. Sie studierte Kunstgeschichte am University College London. Sie arbeitete als Kuratorin für verschiedene Galerien und 2019 für eine Ausstellung bei der Tate Modern. Sie erlangte Bekanntheit ab 2017 durch ihren Instagram-Kanal @thegreatwomenartists, auf dem sie Künstlerinnen aus der ganzen Welt porträtiert, und den Podcast thegreatwomenartists, auf dem sie Interviews zur Kunstgeschichte führt. Sie schreibt außerdem für die Sunday Times, den Evening Standard und für die BBC, bei der sie 2020 eine Sendung über Artemisia Gentileschi und 2022 eine über Claude Monet produzierte. 
Ihre Arbeit The Story of Art Without Men war 2022 ein Waterstones Book of the Year. Es wurde ins Deutsche, Französische und Portugiesische übersetzt.

## Schriften
- The Story of Art Without Men, Penguin, London 2022, ISBN 9781529156096 (englisch).
  - The Story of Art Without Men: große Künstlerinnen und ihre Werke. Übersetzung Marlene Fleißig, Astrid Gravert, Gabriele Würdinger, Maria Zettner. Piper, München 2022, ISBN 978-3-492-05944-2.